# Margareta Normell
Kerstin Monika Margareta Normell, född 18 april 1944 i Sundsvall, är en svensk psykoterapeut och författare. Normell, som är fil. mag., var från början lärare men arbetade senare som psykoterapeut och grupphandledare för pedagoger.